# 465 Алекто
465 Алекто (465 Alekto) — астероїд головного поясу, відкритий 13 січня 1901 року Максом Вольфом у Гейдельберзі.
Тіссеранів параметр щодо Юпітера — 3,186.